# Ulica Polanki w Gdańsku
Ulica Polanki (niem. Pelonkerweg) – jedna z ważniejszych ulic w dzielnicy Gdańska – Oliwie. Ulica ta przez długie wieki była głównym traktem pocztowym prowadzącym z Gdańska, przez Wrzeszcz, do znajdującego się w Oliwie opactwa cystersów i dalej, jako Via Mercatorum wzdłuż wybrzeża Bałtyku na zachód.

## Historia
Nazwa Polanke (lub Polane) pojawiła się w 1279 roku w odniesieniu do szeregu osad, jakie powstały wzdłuż traktu na śródleśnych polanach u wylotu dolinek morenowych wzgórz okalających Gdańsk od zachodu. Na rozwój i kształtowanie się osad przemożny wpływ miał zakon cystersów, który był gospodarzem tych ziem od końca XII wieku.

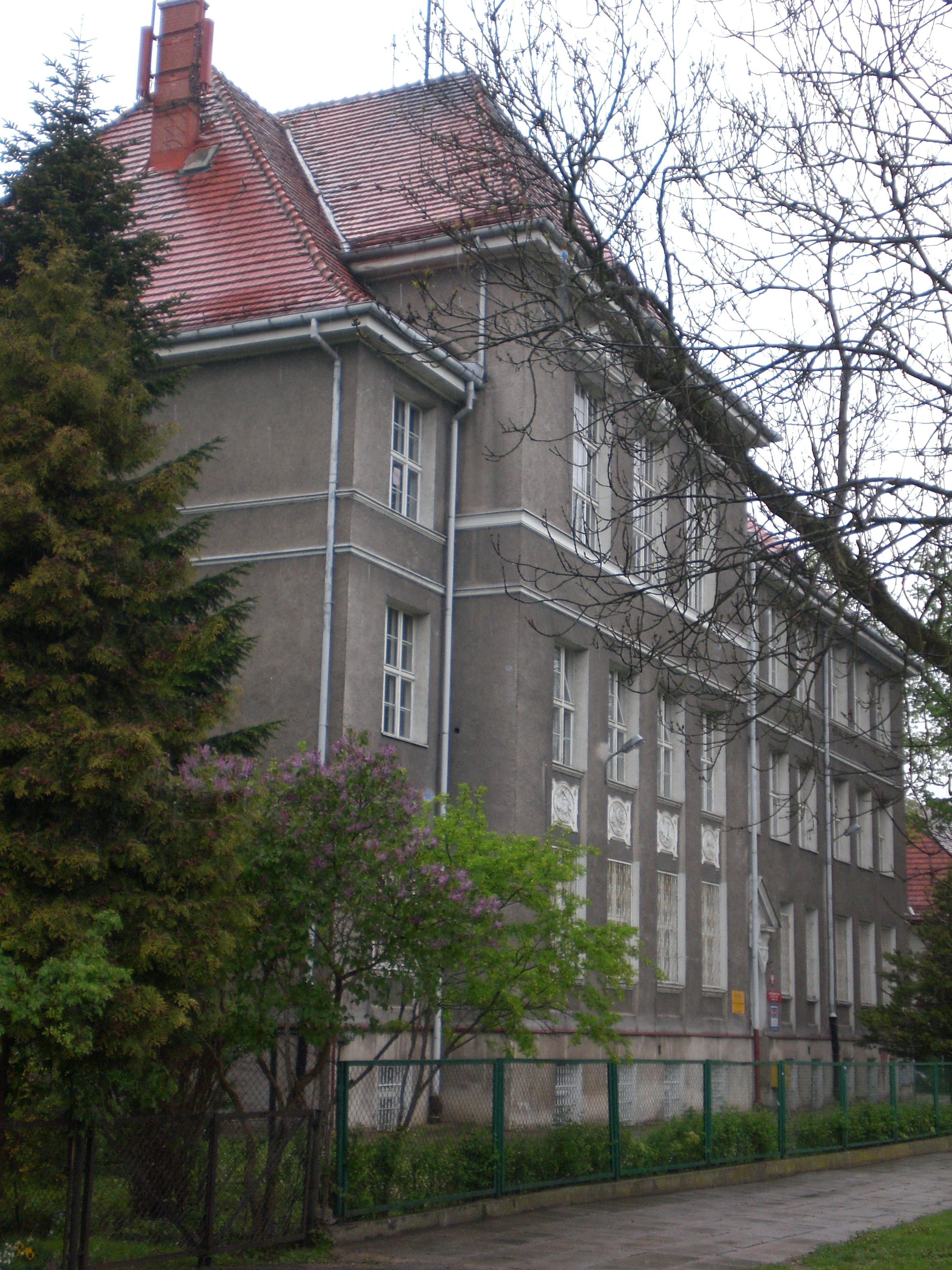
V LO, ul. Polanki 130

W XVII wieku, po zachodniej stronie traktu, u stóp wzgórz morenowych, wybudowano osiem reprezentacyjnych rezydencji zamożnych gdańszczan: I Dwór, II Dwór, III Dwór, IV Dwór, V Dwór, VI Dwór, VII Dwór, VIII Dwór.
Początkowo, w XVII wieku były to założenia niewielkie, parterowe, o budowie szkieletowej z charakterystycznymi mieszkalnymi wystawkami poddasza. W XVIII wieku nadawano im kształt jednopiętrowego dworku z kolumnowym gankiem od frontu, nad którym był taras. Istotną częścią były ogrody, gdzie wytyczano malownicze ścieżki, wznoszono posągi i stawy z mostkami, kaskady i fontanny. Do rezydencji prowadziły wysadzane drzewami aleje.
Na przełomie XVIII i XIX wieku dwory otrzymały formy klasycystyczne, przy czym dwory III i V zostały zmodernizowane, a I i II wzniesione od nowa; w ich ogrodach powstały dalsze altany, pawilony i groty. Dzięki tym przemianom Polanki zyskały pełnię uroku bogatej architektury.

## Przebieg
Ulica, która w średniowieczu rozpoczynała się u domu bramnego opactwa, w XVIII lub XIX wieku została wyprostowana i zaczyna się obecnie przy ulicy Opata Rybińskiego na wysokości wschodniej pierzei Starego Rynku Oliwskiego, skąd biegnie prosto na południe mijając po lewej, przed skrzyżowaniem z ulicami Obrońców Westerplatte i Alfa Liczmańskiego, targowisko miejskie.
Dalej, po prawej – przed skrzyżowaniem z ulicami Stefana Żeromskiego i Podhalańską – znajdują się dom zakonny (Parafia Matki Bożej Królowej Korony Polskiej w Gdańsku) oo. cystersów i V Liceum Ogólnokształcące. Później, aż do ulicy Antoniego Abrahama, prawą pierzeję ulicy stanowią stoki wzgórz morenowych i wspomniane wyżej dwory oraz kilka większych budowli, jak Dom Opieki Społecznej, Szpital Dziecięcy, czy 7 Szpital Marynarki Wojennej.
Po lewej stronie, na wysokości szpitala dla dzieci (IV Dwór) i nienazwanej (obsadzonej na krótkim odcinku topolami, a dalej starymi wierzbami) alei biegnącej w głąb lasu, znajduje się rezydencja byłego prezydenta RP, Lecha Wałęsy. Dalej po tej samej stronie, między ulicami Macierzy Szkolnej i Tadeusza Czarnowskiego, znajdują się domy studenckie oraz hotel asystencki należące do Uniwersytetu Gdańskiego.
Latem 2020 na filarach wiaduktu kolejowego przy ul. Polanki powstał mural z wizerunkiem Brunona Zwarry.